# Patka njorka
Patka njorka (lat. Aythya nyroca) je vrsta patke iz potporodice ronilica.

## Rasprostranjenost
Prirodna staništa su joj močvare i jezera oko metar ili malo više dubine. Gnijezdi se u južnoj i istočnoj Europi, te južnoj i zapadnoj Aziji. Djelomično je selica.

## Opis
Odrasli mužjak je kestenjaste boje s tamnijim ležima i žutim očima. Čisto bijelo perje ispod repa je razlikuje od donekle slične krunate patke. Ženka je slična, ali bljeđa, s tamnim okom.
Vrlo je društvena, zimi formira velika jata.[nedostaje izvor] Hranu nalazi ronjenjem. Hrani se vodenim biljkama, mekušcima, vodenim kukcima i malim ribama.

## Vanjske poveznice
|  | Zajednički poslužitelj ima stranicu o temi Aythya nyroca    |
|  | Zajednički poslužitelj ima još gradiva o temi Aythya nyroca |
|  | Wikivrste imaju podatke o taksonu Aythya nyroca             |